# Zaphanaula xenophila
Zaphanaula xenophila is een vlinder uit de familie van de sikkelmotten (Oecophoridae). De wetenschappelijke naam van de soort is voor het eerst geldig gepubliceerd door Meyrick.